# Marc Boasson
Marc Boasson, né le 5 avril 1886 à Lyon et mort pour la France à Locre en Belgique le 29 avril 1918, est un écrivain français du XXe siècle. Son nom est inscrit au Panthéon dans la liste des 560 écrivains morts pour la France.

## Biographie
Marc Boas Boasson, né le 5 avril 1886 au no15 rue Saint-Dominique à Lyon, est le fils d'Isaac Boas Boasson (1854-), chimiste et de Dinah Mathilde Hirsch (1860-), famille de confession juive. 
Son père étant natif des Pays-Bas, Marc Boasson et sa sœur, Jeanne Rosalie Boas, optent ensemble pour la nationalité française en février 1898. Il suit sa scolarité au lycée Ampère de Lyon et prépare le concours de l'École normale supérieure. Il fait son service militaire au 99e régiment d'infanterie entre octobre 1905 et septembre 1906, puis poursuit ses études à la Sorbonne en vue de l'agrégation de philosophie, mais échoue au concours en 1909. Il se tourne alors vers l'histoire de l'art. 
Jean Norton Cru rapporte qu'entre 1906 et 1910, il se convertit au catholicisme et se rapproche des doctrines politiques royalistes et nationalistes. 
À partir de 1910, il est rédacteur au secrétariat d'état des beaux-arts,. Il épouse Germaine Betty Grünbaum (1889-1953) le 7 octobre 1912 à la mairie du 8e arrondissement de Paris, et occupe les fonctions de secrétaire de l'École des hautes études sociales quand la Première Guerre mondiale éclate. 
D'abord maintenu au dépôt de Vienne pour son instruction avec le 99e régiment d'infanterie, il part comme soldat pour le front avec le 414e régiment d'infanterie en avril 1915. Il est caporal en octobre 1915, passe à la compagnie hors rang (CHR) le 7 juin 1916, sergent à la CHR en juillet 1916, sergent-observateur en juin 1917. Jean Norton Cru précise que « son unité avait pris part à la bataille d’Artois de fin septembre 1915 (bois de Givenchy), à la bataille de Verdun (d’avril à juillet Châtillon-sous-les Côtes, puis en juillet-août 1916 Damloup, et encore en décembre-janvier les Chambrettes); elle est au Chemin des Dames en mai-juillet 1917 (Chevreux, Craonne), enfin en Flandre, avril 1918 ».
Citation à l'ordre du jour du régiment en décembre 1915 : « Du 16 octobre au 30 novembre 1915 a fait sans interruption tous les tours de tranchées dans le secteur de Souchez et s'est fait remarquer par son courage et sa bravoure tenace sous le violent feu de l'artillerie ennemie dirigé jour et nuit sur ce secteur exposé ».   
Marc Boasson est porté disparu le 29 avril 1918 à la bataille du Mont Kemmel près de Locre,,.

## Œuvres principales: ses lettres de guerre
N'ayant rien publié de son vivant, il doit sa renommée à la publication posthume des lettres qu'il envoie à sa femme pendant les 3 années qu'il passe à la guerre et qui seront rassemblées en 1926 sous le titre Au Soir d’un Monde, Lettres de guerre (16 avril 1915-27 avril 1918), avec un avant-propos de son ami le philosophe Gabriel Marcel (1889-1973). Jean Norton Cru compte les lettres de Marc Boasson parmi les bons témoignages (catégorie II) dans Témoins, son étude extensive sur les écrits des participants à la Grande Guerre.
Jean Norton Cru écrit que « ce texte, fort compact, est un des plus abondants de notre liste. Il est composé de 243 lettres […] dans une période de juste trois ans. Cela fait une moyenne de sept lettres par mois »; que « Boasson tenait à épargner les angoisses de sa femme et lui cachait la vérité, moins du danger mais du sentiment qu'il inspire. […] Lorsque Boasson dit ce qu'il pense de la guerre, de l'armée, des chefs, des états-majors, il le fait avec une violence de langage, une outrance de jugement qui ont dû surprendre. […] Ce qu'il y a de piquant dans le cas de Boasson c'est que son opinion au sujet de la guerre et de l'armée passa d'un extrême à l'autre au cours de sa campagne »  et de conclure que « c’est le document le plus passionné, le plus chargé d’émotions immédiates que j’ai trouvé parmi mes trois cents volumes ».
F. Clément écrit que « cette correspondance "toute brûlante de passion où la ferveur de l'artiste et celle du héros se combattent tour à tour" compose l'un des livres de guerre les plus émouvants qui aient été écrits. Non pas que les événements militaires proprement dits occupent dans ses lettres une place importante ; il semble, au contraire, que Marc Boasson ait voulu restreindre le plus possible les descriptions qui ne pouvaient qu'affaiblir la résistance morale de celle à qui elles étaient adressées, mais ce livre est poignant parce que, sous des apparences du dilettantisme littéraire, sous couleur de développement lyrique sur la Nature ou l'Art, on discerne l'âpre volonté, l'ardent désir, le "besoin vital de s'échapper hors des affreuses réalités qui oppriment l'âme et menacent de l'anéantir", d'oublier un instant toutes ces souffrances, ces exténuements, ces agonies, l'horrible présent ».
Sur le sort de ses camarades, à un moment plus exposés que lui, il s'émeut : « Comment des corps humains peuvent-ils supporter un pareil infini de souffrances. Comment de pauvres corps d'hommes résistent-ils à cette chute incessante sur eux, de la détresse, de la solitude, à ce martyre quotidien ». Il écrit encore après avoir vu des régiments revenant du front à Verdun : « De voir ces statues de boue […] ces yeux dilatés […]  ces exténuements, ces agonies en marche, une colère saisit les plus calmes. Quelle honte ! Voilà donc ce que l’on peut faire à des hommes, des machines à souffrir. Rien, rien jamais ne s’est vu d’aussi abominable. C’est de l’ignominie. Quelle nation nous feront, demain, ces épuisés, vidés de santé, vidés de pensée, écrasés de surhumaines fatigues »,.  
Il s'exprime sur la presse : « Les journaux me font prendre des crises d'épilepsie […] La presse : ce cloaque de tous les mensonges, de toutes les ordures, rendez-vous des basses légendes qui croient flatter et qui claquent comme sur un soufflet sur la joue qu'elles prétendent baiser […] Pour ceux qui voient, qui ont vu, quelle dérision funèbre dans certains filets qui se croient élogieux. De quel pied ne botterais-je pas le cul des scribes […] qui ne rougissent pas de s'étaler sur Verdun ! Eh bien ! Qu'ils aillent donc y faire un tour. Qu'ils aillent voir l'affreux engrais sur lequel poussent leurs fleurs de rhétorique […] Un fossé se creuse, de jour en jour plus large et plus profond, entre l'arrière et nous »,.  

## Distinctions
- Croix de guerre 1914–1918, étoile de bronze
- 1926 : Société des gens de lettres - Médaille du souvenir[21]

## Hommages
- Le nom de Marc Boasson est inscrit au Panthéon dans la liste des 560 écrivains morts pour la France[22].
- Son nom figure sur la plaque commémorative du Ministère de la Culture et de la Communication, 3 rue de Valois à Paris, sur le  monument commémoratif du lycée Ampère et le monument aux morts israélites à Lyon.